# مهدی‌آباد (سمیرم)
مهدی‌آباد روستایی در دهستان وردشت بخش وردشت شهرستان سمیرم استان اصفهان ایران است.

## جمعیت
بر پایه سرشماری عمومی نفوس و مسکن در سال ۱۳۹۵ جمعیت این روستا ۱۴۱ نفر (۴۴خانوار) بوده‌است.